# Дай пять

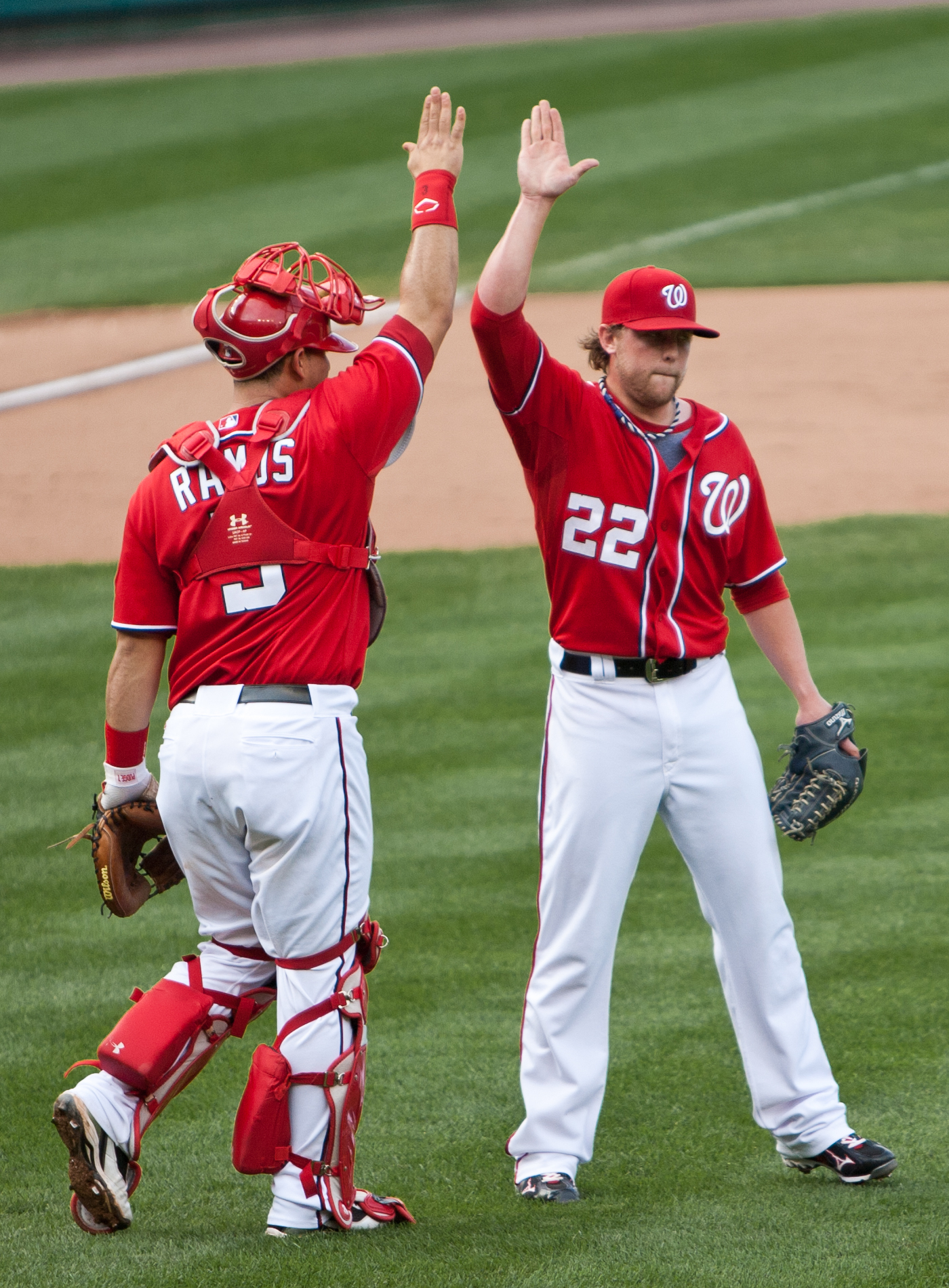
Игроки из команды Вашингтон Нэшионалс приветствуют друг друга

Дай пять (англ. High five) — жест и речевое приветствие, когда два человека одновременно поднимают руку и хлопают ею в ладонь другого человека, иногда сопровождая его словами «Дай пять», «дай пядь(ладонь)» или «Дай пятюню». Смысл жеста зависит от контекста использования и может означать приветствие, поздравление или просто выражение дружеских чувств. В США существует неофициальная традиция отмечать третий четверг апреля как день приветствия «Дай пять».
Есть несколько версий происхождения этого приветствия. Самая распространённая указывает на его первое появление в бейсбольном матче 2 октября 1977 года, когда игроки «Лос-Анджелес Доджерс» Дасти Бейкер и Гленн Берк разыграли удачную комбинацию. Берк восторженно поднял руку над головой, а Бейкер, не зная, что делать, шлёпнул его ладонь своей. Также приветствовали друг друга баскетболисты Уайли Браун и Дерек Смит из команды «Луисвилл Кардиналс» в сезоне 1978—1979 годов.
Разновидностью этого приветствия является воздушное, но без касания рук приветствующих друг друга (воздушное «Дай пять»). Это бывает, когда два человека находятся на расстоянии, не позволяющем дотронуться друг до друга. В связи с развитием электронных коммуникаций также появилось бесконтактное приветствие через Интернет или мобильную связь.
Не обошли своим вниманием этот вид общения и медики. По их мнению, данное приветствие передаёт друг другу гораздо меньше микроорганизмов, чем обычное рукопожатие.

## В культуре
- «Дай пять» — пьеса Театра рабочей молодёжи 1929 года, постановка П. Соколова, художник С. Маркин.
- «Дай пять» — индийский фильм 2008 года.

Фотогалерея
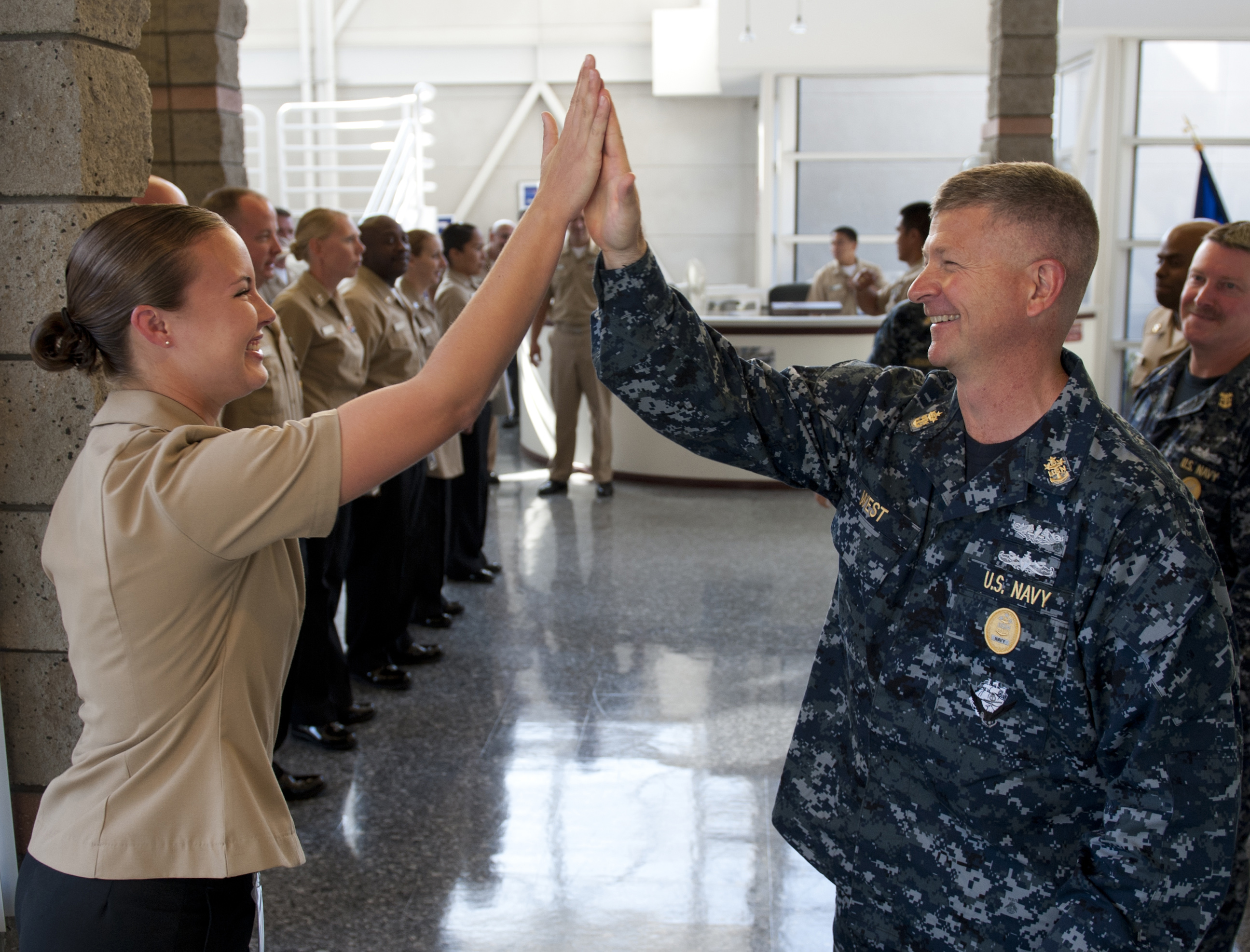
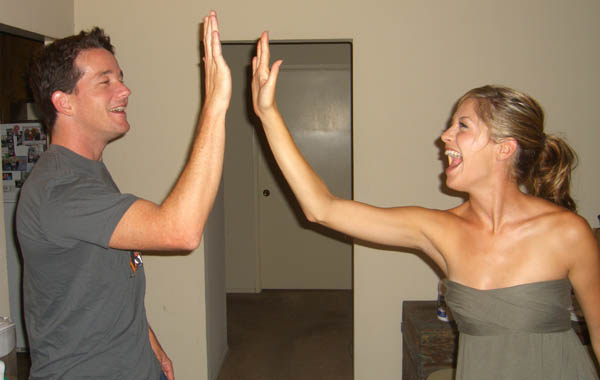
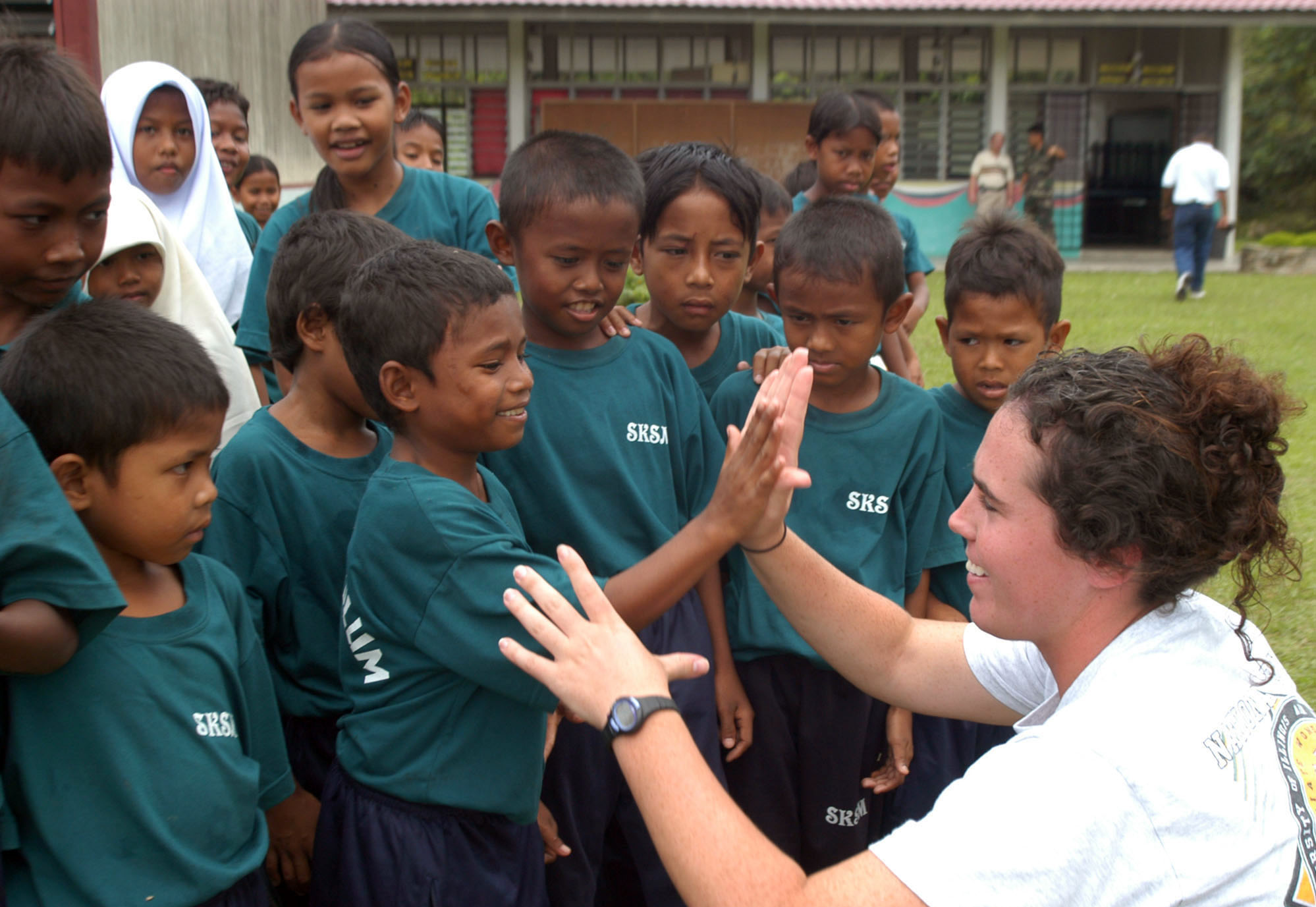